# Зубње
Зубње (слч. Zubné) насељено је мјесто са административним статусом сеоске општине (слч. obec) у округу Хумење, у Прешовском крају, Словачка Република.

## Становништво
| Година:    | 1994. | 2004.   | 2014.   | 2024.   |
| ---------- | ----- | ------- | ------- | ------- |
| Број људи: | 387   | 386     | 367     | 349     |
| Разлика:   |       | -0,25 % | -4,92 % | -4,90 % |

| Година:    | 2023. | 2024.   |
| ---------- | ----- | ------- |
| Број људи: | 347   | 349     |
| Разлика:   |       | +0,57 % |

Према подацима о броју становника из 2024. године насеље је имало 349 становника.